# ユン・スイル
ユン・スイル（윤수일、尹秀一 、1955年2月6日 - ）は、大韓民国出身の歌手、シンガーソングライターである。ヌリマルSIエンターテイメントの代表を務めている。「愛などしない」「アパート」などのヒットで知られる。在韓軍人だったアメリカ白人の父と韓国人の母を持つハーフであり、韓国混血協会会長も務めた。

## 経歴
鶴城高等学校卒業後、蔚山大学校に進学。1977年、グループサウンズ「ユン・スイルと綿菓子」として、トロットゴーゴースタイルの「愛などしない（사랑만은 않겠어요）」で歌手デビュー。1978年、「愛などしない」がMBC歌謡大祭典最高人気歌謡賞を受賞。1981年、ユン・スイルバンドを結成しロックに転向。1982年、「アパート（아파트）」発売。1986年、「恍惚な告白（황홀한 고백）」発売。

## 受賞歴
- 1977年 MBC10大歌手歌謡祭賞 最高人気歌謡賞
- 1987年 日刊スポーツゴールデンディスク賞人気歌手賞
- 2011年 第1回大韓民国文化芸術大賞 10大芸術人賞[6]
- 2012年 第18回大韓民国文化演芸大賞 多文化大賞
- 2014年 大韓民国文化芸術大賞 男歌手王[7]

## 書籍
- エッセイ集「道」2008年

## エピソード
- 「アパート」など都市を題材にした曲を多く歌ったことで、シティミュージックの創始者と呼ばれた[5]。
- 幼少時代から差別を受け続けた経験から「混血は障害ではない」の主張を元に差別撤廃運動に尽力した[4]。